# Тодорићи (Шипово)
Тодорићи су насељено мјесто у општини Шипово, Република Српска, БиХ. Према попису становништва из 2013. у насељу је живјело 222 становника.

## Становништво
| Националност       | 1991. | 1981. | 1971. | 1961. |
| Срби               | 320   | 407   | 576   |       |
| Црногорци          |       | 5     | 1     |       |
| остали и непознато | 3     |       | 6     |       |
| Укупно             | 323   | 412   | 583   | '     |

| Демографија | Демографија | Демографија |
| Година      | Становника  | Становника  |
| ----------- | ----------- | ----------- |
| 1961.       | 635         |             |
| 1971.       | 583         |             |
| 1981.       | 412         |             |
| 1991.       | 320         |             |
| 2013.       | 222         |             |

## Познате личности
- Раде Маријанац, народни херој Југославије